# Nile Rodgers
Nile Rodgers   (Nova York, 19 de setembre de 1952) és un productor musical, compositor, músic, arranjador i guitarrista estatunidenc. És el guitarra solista i co-fundador amb Bernard Edwards del grup Chic, que està actiu des de 1976 i fou un dels grups amb més èxit de l'era disco. És famós pel seu estil personal amb la guitarra rítmica.
Encara que va gravar tres àlbums en solitari durant les dècades de 1980 i 1990, i un altre com a part de l'efímer grup Outloud, Rodgers ha tingut molts més èxits en les seves col·laboracions com a productor i músic amb molts artistes, com Sister Sledge, Diana Ross, Philip Bailey, Thompson Twins, Sheena Easton, David Bowie, Bryan Ferry, Duran Duran, Madonna, INXS, Britney Spears, Spoons i, més recentment, Daft Punk, Pharrell Williams, Avicii, Disclosure, Sam Smith, Pitbull, Lady Gaga, Kylie Minogue, Max Pezzali, Nervo, Laura Mvula, Sigala, Keith Urban i Christina Aguilera. El 7 d'abril de 2017, Rodgers va entrar al Rock and Roll Hall of Fame i va rebre un Premi a l'Excel·lència Musical.